# Mecodium sanguinolentum
Mecodium sanguinolentum là một loài dương xỉ trong họ Hymenophyllaceae. Loài này được Presl ex Copel. mô tả khoa học đầu tiên năm 1977.
Danh pháp khoa học của loài này chưa được làm sáng tỏ. 